# Leia aruaci
Leia aruaci är en tvåvingeart som beskrevs av Lane 1950. Leia aruaci ingår i släktet Leia och familjen svampmyggor. Inga underarter finns listade i Catalogue of Life.